# Hiéroglyphe égyptien D45

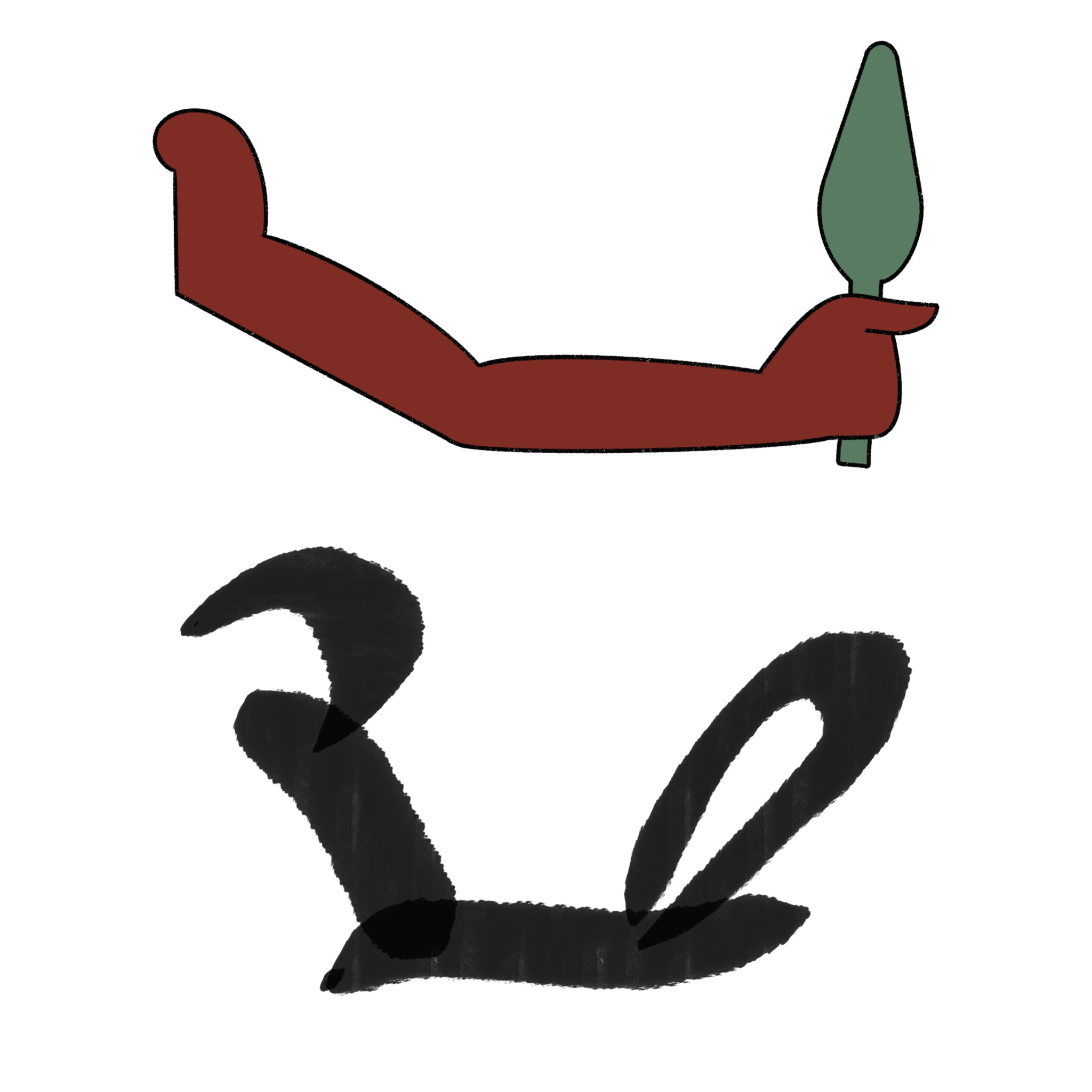
Version hiératique et hiéroglyphique

Le hiéroglyphe égyptien D45 (bras fléchi tenant le sceptre nehebet) est classifié dans la section D « Parties du corps humain » de la liste de Gardiner ; il y est noté D45.

## Représentation
Il représente un bras fléchi, tenant un sceptre nḥbt (sorte de plumeau utilisé pour épousseter un lieu sacré) ou un sceptre mks (massue de guerre). La position spécifique du bras renvoie surement à l'action de délimitation d'un terrain sacré par l'enfoncement de repères au maillet. Le sceptre est originellement tenu à deux mains.
Il est translittéré ḏsr.

## Utilisation
| D45 · r | Y1V |

| D45 · r | Y1V |

dégager, isoler, séparer, élever » et dérivés.
C'est un phonogramme trilitère de valeur ḏsr dans certains rares cas précis. 

## Symbolique
Le bras fléchi tenant le sceptre nehebet signifie donc « force » ou « puissance d'action ». La puissance est évidente, mais les origines peuvent également faire référence à la magie, ou à l'idée de chasser les mauvais esprits ou les mauvais présages.
Une zone « sacrée » ou « protégée » est donc créée par l'action impliquée et utilisée par le « bâton du pouvoir ». Un terme utilisé plus tard dans l'Égypte ancienne était Tȝ-ḏsr, la « terre sacrée ». Ainsi, des temples, des morgues ou des zones pour les rituels pouvaient l'utiliser.
L'équivalent linguistique de base de l'hiéroglyphe « bras fléchi tenant le sceptre nehebet » est ḏjsr, ou ṯjsr, qui signifie « saint », ou « sacré ». Le  hiéroglyphe est également utilisé comme déterminatif pour mettre en valeur un mot, par exemple la ligne six de la pierre de Rosette, utilise l'un des mots les plus courants avec le bras-massue : nekht , (c'est-à-dire « être fort », « puissant »)« ... Ptolémée, le vengeur de Baq-t », dont l'interprétation est « Ptolémée, le fort » (avec le déterminatif) de Kemet (Égypte).
Le pharaon Nectanébo II avait des variantes de son nom avec le même mot nekht, pour « force », et le bras avec le déterminatif « bras fléchi tenant le sceptre nehebet ». La déesse grecque Niké utilisait le même mot pour la signification d'elle-même : « force », et « victoire ».

## Exemples de mots
| D45 · D21 | G43 | O1 |

| D45 · D21 | G43 | O1 |

| V7 · N35 | V13 · X1 | D45 |

| V7 · N35 | V13 · X1 | D45 |

|                |     |           |    |
| \| \| \| \| \| |     |           |    |
|                |     |           |    |
| D45 · D21      | M17 | HASH · X1 | G7 |

| D45 · D21 | M17 | HASH · X1 | G7 |

|                |     |           |    |
| \| \| \| \| \| |     |           |    |
|                |     |           |    |
| D45 · D21      | M17 | HASH · X1 | G7 |

| D45 · D21 | M17 | HASH · X1 | G7 |

|                |     |           |    |
| \| \| \| \| \| |     |           |    |
|                |     |           |    |
| D45 · D21      | M17 | HASH · X1 | G7 |

| D45 · D21 | M17 | HASH · X1 | G7 |

|                |     |           |    |
| \| \| \| \| \| |     |           |    |
|                |     |           |    |
| D45 · D21      | M17 | HASH · X1 | G7 |

| D45 · D21 | M17 | HASH · X1 | G7 |